# Leisure (album)
Leisure è il primo album in studio del gruppo musicale britannico Blur, pubblicato nel 1991 dalla Food Records.

## Il disco
L'album fu realizzato nel periodo calante dello shoegaze. Il gruppo avrà migliori risposte di critica e vendite con il seguente Modern Life Is Rubbish del 1993.
Il pezzo Sing è presente nella colonna sonora del film Trainspotting.
Nel 2012 il disco è stato ristampato.

## Tracce
1. She's So High – 4:45
2. Bang – 3:36
3. Slow Down – 3:11
4. Repetition – 5:25
5. Bad Day – 4:23
6. Sing – 6:00
7. There's No Other Way – 3:23
8. Fool – 3:15
9. Come Together – 3:51
10. High Cool – 3:37
11. Birthday – 3:50
12. Wear Me Down – 4:49

## Formazione
- Damon Albarn - voce, tastiere
- Graham Coxon - voce, chitarra
- Alex James - basso
- Dave Rowntree - batteria, percussioni

## Classifiche
| Classifica (1991) | Posizione massima |
| ----------------- | ----------------- |
| Regno Unito       | 7                 |